# قها
قها (به عربی: قها) یک منطقهٔ مسکونی در مصر است که در استان قلیوبیه واقع شده‌است.